# Chahreza
Chahreza (ou Shahreza, en persan : شهرضا / Šahrezâ), anciennement Qomcheh (ou Qomsheh, en persan : قمشه) est le chef-lieu de la préfecture de Chahreza, dans la province d'Ispahan, en Iran.

## Géographie

### Démographie
En 2006, la population de Chahreza était de 108 299 habitants.